# Genpei Akasegawa
Genpei Akasegawa (赤瀬川 原平, Akasegawa Genpei) (né le 27 mars 1937 à Yokohama, et mort d'un empoisonnement du sang le 26 octobre 2014  à Tokyo) est le pseudonyme de l'artiste plasticien et écrivain japonais Katsuhiko Akasegawa (赤瀬川 克彦, Akasegawa Katsuhiko).

## Biographie
Figure de l'avant-garde tokyoïte des années 1960, Katsuhiko Akasegawa réalise de nombreuses performances dans le cadre du groupe Hi-Red Centre. En 1981, il reçoit le Prix Akutagawa pour son roman Mon père a disparu (Chichi ga kieta) publié sous le nom de Otsuji Katsuhiko.
Une nouvelle, publiée au Japon en 1979-1980, a été traduite en français (Symétriques, dans La Famille - Anthologie de nouvelles japonaises contemporaines Tome 4, nouvelle traduite par Claire-Akiko Brisset, Éditions du Rocher, 2009).

### Le procès des billets de 1000 yens
En janvier 1963, Akasegawa envoie des invitations pour une exposition dans une galerie de Tokyo, sur le verso de la reproduction d'un billet de 1000 yens, dans une enveloppe postale pour envois monétaires. Il effectue ce genre d'envoi quatre autres fois dans l'année. En janvier 1964, il est repéré par la police, qui l'accuse de faux-monnayage, les termes de la loi étant peu précis sur la définition de ce crime. En juin 1967, Akasegawa est condamné à trois mois de prison avec sursis. Le jugement est définitivement confirmé en appel en 1970,,.

## Publications
- Obuje o motta musansha (オブジェを持った無産者). Tokyo: Gendai Shisōsha, 1970.
- Tuihō sareta yajiuma (追放された野次馬). Tokyo: Gendai Hyōronsha, 1972.
- Sakura gahō gekidō no sen nihyaku gojū ichi (桜画報・激動の千二百五十日). Tokyo: Seirindō, 1974.
- Yume dorobō: Suimin hakubutsushi (夢泥棒：睡眠博物誌). Tokyo: Gakugei Shorin, 1975.
- Chōgeijutsu Tomason (超芸術トマソン). Tokyo: Byakuya Shobō, 1985. Révisé : Tokyo: Chikuma Shobō, 1987.  (ISBN 4-480-02189-2). Traduction en anglais : Hyperart: Thomasson. New York: Kaya Press, 2010.  (ISBN 978-1-885030-46-7).
- Tōkyō mikisā keikaku (東京ミキサー計画). Tokyo: Parco, 1984. Reissue: Tokyo: Chikuma Shobō, 1994.  (ISBN 4-480-02935-4).
- Rōjinryoku (老人力). Tokyo: Chikuma Shobō, 1998,  (ISBN 978-4-480-81606-1). Reissue: Chikuma Shobō, 2001,  (ISBN 978-4-480-03671-1).

## Filmographie
- 1989 : Rikyu (利休?) de Hiroshi Teshigahara, comme scénariste

## Hommages
- (7418) Akasegawa, astéroïde.